# Poul Hartmann
Poul Richard Hartmann (Nykøbing Falster, Guldborgsund, Sjælland, 1 de maig de 1878 – Nykøbing Falster, Guldborgsund, 29 de juny de 1969) va ser un remer danès que va competir a començaments del segle xx.
El 1912 va prendre part en els Jocs Olímpics d'Estocolm, on guanyà la medalla d'or en la competició del quatre amb timoner, inriggers del programa de rem, formant equip amb Ejler Allert, Jørgen Hansen, Carl Møller i Carl Pedersen, i del qual n'era el timoner.